# 駐台北ウランバートル貿易経済代表処
駐台北ウランバートル貿易経済代表処（モンゴル語: Улаанбаатар Хотын Худалдаа Эдийн Засгийн Төлөөлөгчийн Газар、繁体字中国語: 駐台北烏蘭巴托貿易經濟代表處、英語: Ulaanbaatar Trade and Economic Representative Office）は、モンゴルが中華民国（台湾）の首都台北市に設置している代表処である。この事務所は、モンゴルと中華民国（台湾）の間に外交関係がない事情を踏まえて事実上の大使館として機能している。

## 歴史
中華民国が台湾に逃れてから50年以上、モンゴルを独立国として認めていなかったが、2002年10月3日、外交部（外務省）はモンゴルを独立国として認めると発表した。その後、両政府は事務所を開設することで合意し、2003年2月14日に設立された。

## 住所
台北市信義区基隆路一段333號11樓1112室